# Entrance of the Conflagration
Entrance of the Conflagration è un singolo del gruppo musicale statunitense Trivium, il primo estratto dal terzo album in studio The Crusade. Il singolo è stato pubblicato il 6 settembre 2006.

## Descrizione
Il testo della canzone tratta del fatto di sangue inerente alla texana Andrea Yates, una donna che uccise i suoi 5 figli affogandoli a uno a uno nella sua vasca da bagno.

## Video musicale
Il video ufficiale del brano, diretto da Dale "Rage" Resteghini, è stato girato il 10 agosto 2006 all'Eon Loft di Los Angeles, California.

## Formazione
- Matt Heafy – voce, chitarra
- Corey Beaulieu – chitarra, cori
- Paolo Gregoletto – basso, cori
- Travis Smith – batteria, percussioni